# エコツミ
・エコツミ・（えこつみ）は、日本の女性シンガーソングライター、パフォーマー。

## 略歴
2009
- フィレンツェ「第1回日本映画祭」オープニングアクト出演
- 東京都庁 展望台ライブ

2010
- 和風歌劇・新訳古事記シリーズ 二ヶ月に一度の新作発表 「草薙」「八咫鏡」「八尺瓊勾玉」「天探女」「大国主」他
- 三重県 重要文化財 賓日館 伊勢ツアー「秋風遊戯」公演

2011
- 舞台「汝爾の社」楽曲提供・出演
- 和風歌劇「新訳御伽草子 ~鬼~」公演
- お寺の中のプラネタリウム 銀河座 公演

2013
- アプリゲーム「Death Land」テーマ曲
- 群馬県 みなかみ町 観光用楽曲提供
- 東京ビッグサイト「海外マンガフェスタ」総合司会

2014
- ホールワンマンライブ・新訳古事記「永遠に花びら」公演
- 新訳古事記「アメノウズメ」公演

2015
- パリ「Japan Expo 16th」出演[1]
- パリ「Exposition d’art contemporain Japonais < AUTOMNE > 秋の日本現代美術展」出展・出演
- プロジェクションマッピングコラボレーション 新訳古事記「アマテラスの段~そして世界は暗くなった~」公演
- アトムCSタワーアートイベント「即興パフォーマンス 唄xボディペインティング」公演

2016
- パリ「Japan Expo 17th」出演[2]
- ロンドン「HYPER JAPAN Christmas Market」メインステージ出演[3]
- マルセイユ「Japan Expo Sud」出演[4]
- パリ 単独公演「New translation KOJIKI  'Amaterasu’」主催・出演

2017
- パリ「Japan Expo 18th」出演[5]
- ドバイ「World Art Dubai」オープニングアクト[6]
- ニューヨーク「Contemporary music performance of two koto and vocal with interactive projection」参加
- ビリニュス（リトアニア）「Now Japan」メインステージ出演

## ディスコグラフィ

### シングル
- かげおくり（2003）
- 香り水（2005）
- さくらの日（2006）
- 誰ぞ彼は（2007）
- 完熟（2010）
- 日ノ本（2015）
- 眠り神（2016）

### ミニアルバム
- 底深き喜び（2008）

### 楽曲提供
- :Code-X Deathland テーマ曲
- 群馬県みなかみ町 イメージソング

### コラボレーション
- 新京清堂 江戸扇子
- アートディレクター 居石康裕 掛軸「八雲立つ」
- アクセサリーデザイナー qamar 真田紐アクセサリー

### 出版物
- 百人一首物語 超訳マンガ 全首収録版（天智天皇、持統天皇、祐子内親王家紀伊 担当）